# Hao Houzhi
Hao Houzhi (ur. 2000) – chiński zapaśnik walczący w stylu klasycznym.
Brązowy medalista mistrzostw Azji w 2024 roku.